# Reforma política de la Ciudad de México de 2016
La reforma política del Distrito Federal de México es una serie de modificaciones legislativas federales y locales de ese país, con el objetivo de dotar a la capital del país, México, D. F., de un estatus político semejante al de las 31 entidades federativas de México restantes. Con esta reforma, el Distrito Federal cambia su nombre por el de Ciudad de México, ambos términos que hasta ahora se habían considerado equivalentes. La Asamblea Legislativa del Distrito Federal (ALDF) fue sustituida por el Congreso de la Ciudad de México, las delegaciones políticas fueron transformadas en alcaldías, presididas por alcaldes y un consejo, entre otros cambios. La reforma fue aprobada a finales de 2015 por el Congreso de la Unión y fue promulgada el 29 de enero de 2016 por el presidente de la república, Enrique Peña Nieto.

## Antecedentes
Antes de la promulgación de la Constitución Política de los Estados Unidos Mexicanos, Venustiano Carranza intentó sin éxito promover la extinción de los cargos electivos en la capital mexicana debido a la probable rivalidad que representarían a la presidencia de la república misma. Motivado por conflictos políticos con sus adversarios y argumentando un mejor control de la administración, el candidato a la presidencia Álvaro Obregón envió a la Comisión Permanente del Congreso de la Unión una iniciativa de ley de reforma al artículo 73 de la Constitución, el 18 de abril de 1928. En ella propuso suprimir el régimen municipal en el Distrito Federal, con lo que las trece municipalidades existentes en su territorio desaparecieron y el gobierno pasó a mandato del presidente de la república, el cual administraría el territorio con un Departamento Central, y designaría a discreción el regente, el procurador de justicia así como la intervención en la designación de los futuros delegados. La reforma fue aprobada por mayoría, con 185 votos a favor y 21 en contra de la fracción del Partido Laborista Mexicano, liderada por Vicente Lombardo Toledano. Dicho instituto político tenía en la época gran parte del control político de las municipalidades del distrito, y uno de sus personajes relevantes, Luis N. Morones, buscaba como Obregón la presidencia. La aprobación a esta reforma se dio en un ambiente de tensión social, ya que en esos días ocurrieron atentados a la propia Cámara de Diputados y al Centro Director Obregonista. La nueva Ley Orgánica del Distrito y Territorios Federales que determinaba estas nuevas disposiciones fue publicada el 20 de agosto en el Diario Oficial de la Federación y entró en vigor el 31 de diciembre de 1928, sin que Obregón llegara a verla implementada ya que fue asesinado poco después de su ascenso al poder, el 17 de julio. El Departamento Central se convirtió en el órgano administrativo con un regente a la cabeza del mismo.
En 1941 se designó a la administración central como Departamento de la Ciudad de México y en 1970 el organismo pasó a ser Departamento del Distrito Federal con 16 delegados en igual número de nuevas delegaciones.
Teniendo como antecedente la reforma política de 1977 y luego de las elecciones federales de 1988 en que se cuestionó la imparcialidad y la eficacia de las autoridades y el sistema electoral prevaleciente, en 1988 se creó la primera Asamblea de Representantes del Distrito Federal y el 10 de septiembre de 1993 se concretó la reforma política del Distrito Federal luego de los resultados del plebiscito de 1992. Como resultado de esta reforma, nacieron en 1994 la Asamblea Legislativa del Distrito Federal (ALDF), el Tribunal Superior de Justicia del Distrito Federal y el Jefe del Distrito Federal. En 1996 se realizó una nueva reforma política, en donde se aprobó lo conducente para que en 1997 se eligiera la primera jefatura de gobierno de manera democrática, y a partir del 2000 los delegados se eligieran también mediante voto.

## Desarrollo de la propuesta
En 2001 José Agustín Ortíz Pinchetti presentó ante la ALDF la primera propuesta de reforma política, la cual fue aprobada en la asamblea, en la cámara de diputados pero rechazada al año siguiente por el Senado de la República. La asamblea presentó una controversia constitucional en respuesta, la cual fue desechada por la Suprema Corte de Justicia de la Nación. En 2009 la ALDF creó la Comisión Especial para la Reforma Política del Distrito Federal. En 2008 Alejandro Rojas Díaz-Durán publicó el libro La Constitución de la Ciudad de México respecto al tema.
Dentro del paquete de reformas promovidas por el Pacto por México en 2012, acordado por el Partido Revolucionario Institucional, el Partido Acción Nacional y el Partido de la Revolución Democrática, se incluía la aprobación de la reforma política del Distrito Federal.
En abril de 2013 la Comisión del Distrito Federal del Senado de la República lanzó la wiki wikiconstitucion.mx, la cual funcionó hasta 2014 para que los capitalinos enviaran propuestas. El 13 de agosto de 2013 el jefe de gobierno del Distrito Federal Miguel Ángel Mancera presentó a la Junta de Coordinación Política del Senado de la República una propuesta legislativa desde la Unidad para la Reforma Política del Distrito Federal, con Porfirio Muñoz Ledo como comisionado presidente y un consejo formado por especialistas en el tema.
En febrero de 2014 la Comisión de los Derechos Humanos del Distrito Federal se sumó a las voces que promovían su aprobación y anunciaba su suma «a la demanda histórica de democratización de la ciudad la cual debe incluir un reconocimiento pleno de sus derechos». En 2014 Miguel Ángel Mancera admitió realizar trabajos por la aprobación de la reforma política e insistió públicamente su aprobación en distintas ocasiones. A finales de ese año legisladores del PRD en el Senado de la República acusaron al PAN de propiciar que la discusión de la reforma se realizara hasta 2015.
En mayo de 2015, un 48% de la población encuestada telefónicamente en el Distrito Federal mismo desconocía de que se trataba la reforma. Durante 2015 en el Senado de la República se realizaron diversos foros y discusiones relativas a este tema mientras se discutía en las comisiones del mismo su aprobación o rechazo.
El 9 de diciembre de 2015 el Congreson de la Unión aprobó en lo general la reforma, con reservas en 10 artículos que la integran. El 15 de diciembre de 2015 el Senado de la República aprobó en lo general la reforma y la turnó a los congresos locales para su discusión. Fue aprobada por estos órganos legislativos estatales, y ratificada y promulgada por el presidente Enrique Peña Nieto el 29 de enero de 2016.
El Instituto Nacional Electoral estaría en facultad de organizar la elección de la Asamblea Constituyente que se realizaría el primer domingo de junio de 2016.

## Asamblea Constituyente de la Ciudad de México
Con el fin de redactar la Constitución de la Ciudad de México antes del 1 de enero de 2018, se conformará por voto directo y designación una Asamblea Constituyente de la Ciudad de México el primer domingo de junio de 2016. Dicha asamblea estará conformada por 100 diputados, de los cuales 60 serán electos por sufragio y 40 designados por las dos cámaras legislativas federales, el presidente de la República y el actual Jefe de Gobierno de la Ciudad de México.

## Críticas a la reforma
Paralelo a su discusión y aprobación preliminar algunas voces se han pronunciado en contra de la reforma, como las siguientes:
- El Instituto Mexicano de Derechos Humanos y Democracia, el Centro de Derechos Humanos Fray Francisco de Vitoria y el Instituto de Acción Ciudadana para la Justicia y la Democracia criticaron que el modelo de la asamblea constituyente no tiene representación ciudadana efectiva debido a que los integrantes de la misma serán elegidos solo por partidos políticos.[31]
- Diputados del Movimiento Regeneración Nacional (Morena) votaron en contra de la reforma en el pleno de la Cámara de Diputados y la criticaron ya que en su punto de vista otorgará mayor poder a los partidos que tienen representación en dicho cuerpo legislativo.[27]
- Andrés Manuel López Obrador, presidente nacional de Morena, criticó la reforma al considerar que es un instrumento político para impedir la mayoría de su partido en la Ciudad de México en el 2018.[32] Legisladores de ese partido, del Partido del Trabajo, de Movimiento Ciudadano y del PAN también se pronunciaron en contra.[32]